# Сахаро-Аравийская область
Сахаро-Аравийская область — область во флористическом районировании в биогеографии. Входит в Древнесредиземноморское подцарство, включает в себя средиземноморское побережье Африки, часть Аравийского полуострова, те районы, которые входят в зону субтропического климата. Остальная часть Аравии входит в Африканское подцарство. Захватывает горные районы Атласа, часть пустынь.

## Флора
Флора этой области небогата и носит переходный характер. Здесь довольно много видов из соседних областей (Средиземноморской и Ирано-Туранской). Например, джузгун (Calligonum), верблюжья колючка (Alhagi).
На юге появляются представители суданской флоры. Немало эндемичных родов, видовой эндемизм составляет 25 %. Характерны суккуленты (алоэ, молочаи), злаки, парнолистник (эндемик).

## Источник
- Воронов А. Г, Дроздов Н. Н. , Криволуцкий Д. А. , Мяло Е. Г. Биогеография с основами экологии. — М.: Издательство МГУ, 1999. — 392 с.